# پلسنا (ناحیه خب)
پلسنا (به چکی: Plesná) یک منطقهٔ مسکونی در جمهوری چک است که در ناحیه خب واقع شده‌است. پلسنا ۱٬۹۵۳ نفر جمعیت دارد.